# Eublemma iophaenna
Eublemma iophaenna är en fjärilsart som beskrevs av Turner 1920. Eublemma iophaenna ingår i släktet Eublemma och familjen nattflyn. Inga underarter finns listade i Catalogue of Life.